# Parafia Trójcy Świętej we Wrocławiu
Parafia Trójcy Świętej we Wrocławiu znajduje się w dekanacie Wrocław Krzyki w archidiecezji wrocławskiej. Pierwszym proboszczem, a zarazem budowniczym tego kościoła był ks. prałat Jan Czapliński. Obecnie jest  to ks. Andrzej Szyc RM, ustanowiony w 2002. Obsługiwana przez kapłanów archidiecezjalnych. Erygowana w 1960. Mieści się przy ulicy Krzyckiej 42.

## Obszar parafii
- Parafia obejmuje ulice: Chłodna, Braterska, Burzowa, Deszczowa, Gradowa, Jesienna, Jeździecka, Karkonoska, Korfantego, Krzycka, Kusztelana, Letnia, Partynicka, Polarna, Południowa, Poranna, Powiewna, Przyjaźni, Rapackiego, Rodzinna, Sąsiedzka, Siostrzana, Skarbowców, Skrajna, Słotna, Sowia, Szronowa, Tuwima, Upalna, Ks. Wawrzyniaka, Wieczorna, Wietrzna, Wiosenna, Zefirowa, Zimowa.

## Parafialne księgi metrykalne
| Księgi metrykalne | Okres ewidencji |
| ----------------- | --------------- |
| chrztów           | 2000 –          |
| ślubów            | 2000 –          |
| zgonów            | 2000 –          |